# Paratomaria crowsoni
Paratomaria crowsoni là một loài bọ cánh cứng trong họ Cryptophagidae. Loài này được Leschen miêu tả khoa học năm 1996.